# El Pollancre (Riells del Fai)
El Pollancre és una masia del poble de Riells del Fai, en el terme municipal de Bigues i Riells, a la comarca catalana del Vallès Oriental.
Es troba a l'extrem nord-est del terme municipal, en el vessant de ponent del Puiggraciós, molt a prop del poblat ibèric de Puiggraciós. Se situa a l'esquerra del torrent del Pollancre i a prop i al sud-oest del Collet de Can Tripeta, des d'on s'accedeix a la masia. Queda també al nord del Serrat de l'Ametlla, a llevant de Can Coll i al sud-est de Can Carbassot.
Malgrat la seva pertinença al terme municipal de Bigues i Riells, no pertanyia a cap de les dues parròquies d'aquest terme, sinó a la veïna parròquia de Sant Pau de Montmany, pertanyent al Figueró i Montmany.